# 平成初恋談義
『平成初恋談義』（へいせいはつこいだんぎ）は、1993年10月18日から1994年3月14日までフジテレビ系列局で放送されたフジテレビ制作のバラエティ番組。放送時間は毎週月曜 20:00 - 20:54 (JST) 。

## 番組概要
元々は逸見政孝と森口博子が司会を務め『火曜ワイドスペシャル』で放送していた単発特別番組で、タイトルも『逸見・森口の平成初恋談義』（いつみ・もりぐちのへいせいはつこいだんぎ）であった。
1993年秋の番組改編にて『志村けんのだいじょうぶだぁ』の放送枠移動後の後番組としてレギュラー番組化された。レギュラー版でも逸見を司会に起用、『逸見・森口の〜』のタイトルを継続して使用する予定であったが、その直前に逸見ががんの闘病に入ったため、板東英二と森口の組み合わせとなり、冠を外して『平成初恋談義』となった。なお、逸見はこの番組の放送期間中であった1993年12月25日に死去。
内容は、この番組以前にフジテレビで放送されていた『小川宏ショー』の1コーナー「初恋談義」を単独番組化させたようなもので、ゲストに招いた芸能人の初恋エピソードをトークやVTRで振り返っていた。番組のラストではその初恋相手本人がスタジオに登場し、ゲストとの対面を果たしていた。

## スタッフ
- 構成：高瀬真尚、司透 ／ 渡辺健一、下尾雅美
- 音楽：見岳章
- タイトル：岩崎光明
- 装飾タイトル：小川忠夫
- オープニング：ケネックジャパン
- ディレクター：宇梶英二 ／ 佐久間務・山本信幸（テレコムスタッフ）、長野博信、大胡賢次・千田香里（マックスコム）
- チーフディレクター：野別英明（テレコムスタッフ）、池田睦也（マックスコム）
- プロデューサー：鎌田成穂 ／ 菊地俊一・西野肇（テレコムスタッフ）、横田洸一（マックスコム）
- チーフプロデューサー：岡崎洋三
- 制作協力：テレコムスタッフ、マックスコム
- 制作著作：フジテレビ

## 備考
- 逸見の遺影に使われた写真は、この番組のレギュラー放送をPRするポスターなどで用いられる予定のものであった。
- 2004年11月23日の『カスペ!』枠にて、『初恋談義2004』という単発のリメイク版が放送された。同番組では森光子と笑福亭鶴瓶が司会を務めた。
- スタッフの一部は後番組『ゲッパチ!UNアワー ありがとやんした!?』も担当した。
- 松村邦洋は、自分がこの番組に5回程度も出演し、そのたびに別人を初恋相手として紹介する羽目になったと自虐的に語っている。

| フジテレビ 月曜日20:00 - 20:54枠                       | フジテレビ 月曜日20:00 - 20:54枠 | フジテレビ 月曜日20:00 - 20:54枠     |
| 前番組                                                 | 番組名                           | 次番組                               |
| ------------------------------------------------------ | -------------------------------- | ------------------------------------ |
| 志村けんのだいじょうぶだぁ （水曜19:30枠へ移動・改題） | 平成初恋談義                     | ゲッパチ!UNアワー ありがとやんした!? |